# Montaña Cadillac
La montaña Cadillac es una montaña ubicada en la isla Mount Desert, dentro del Parque nacional Acadia. Con una altura de 470 m s. n. m., su cumbre es el punto más alto del condado de Hancock, y el más alto en un radio de 40 kilómetros de la costa Este de EE. UU..
Antes de ser rebautizada en 1918, la montaña recibía el nombre de montaña Green. El nuevo nombre fue en honor del explorador y aventurero francés, Antoine Laumet de La Mothe, sieur de Cadillac. En 1688, De la Mothe pidió y obtuvo del gobernador de Nueva Francia una parcela de tierra en la región conocida como Donaquec que incluía parte del río Donaquec (hoy el río Union) y la isla de Mount Desert en lo que es el actual estado norteamericano de Maine. Antoine Laumet de La Mothe, que se promocionaba descaradamente y que ya se había apropiado de la porción "de la Mothe" de su nombre de un noble local en su Picardía nativa, más tarde se refirió a sí mismo como Antoine de la Mothe, sieur de Cadillac, Donaquec, y Mount Desert. 
Desde 1883 hasta 1893 el ferrocarril de cremallera Green Mountain llegaba a la cumbre para llevar visitantes al Hotel Green Mountain en lo alto. El hotel ardió en 1895. También en 1895, el ferrocarril de cremallera fue vendido al Mount Washington Cog Railway de Nuevo Hampshire.  
Hay varios recorridos de senderismo hasta la cumbre de la montaña Cadillac, algunas más difícils que otras. Hay también una carretera pavimentada hasta lo alto.
La montaña Cadillac se cree normalmente que es la primera ubicación de los Estados Unidos que alcanzan los rayos de sol cada mañana. Conduciendo o caminando hasta la cumbre de la montaña Cadillac para ver "el primer amanecer del país" es una actividad popular entre los visitantes del Parque nacional Acadia. Sin embargo, Cadillac sólo ve el primer amanecer en otoño e invierno, no en primavera y verano. Durante la mayor parte de la primavera y el verano, amanece antes en Mars Hill, 240 km al noreste. Durante unas pocas semanas, alrededor del equinoccio, el sol sale primero en West Quoddy Head en Lubec, Maine, la ciudad más al este de los Estados Unidos.
En un día claro, es posible ver el monte Katahdin, la montaña más alta de Maine, al norte y la provincia canadiense de Nueva Escocia al este, ambas a más de un centenar de millas.

## Referencias

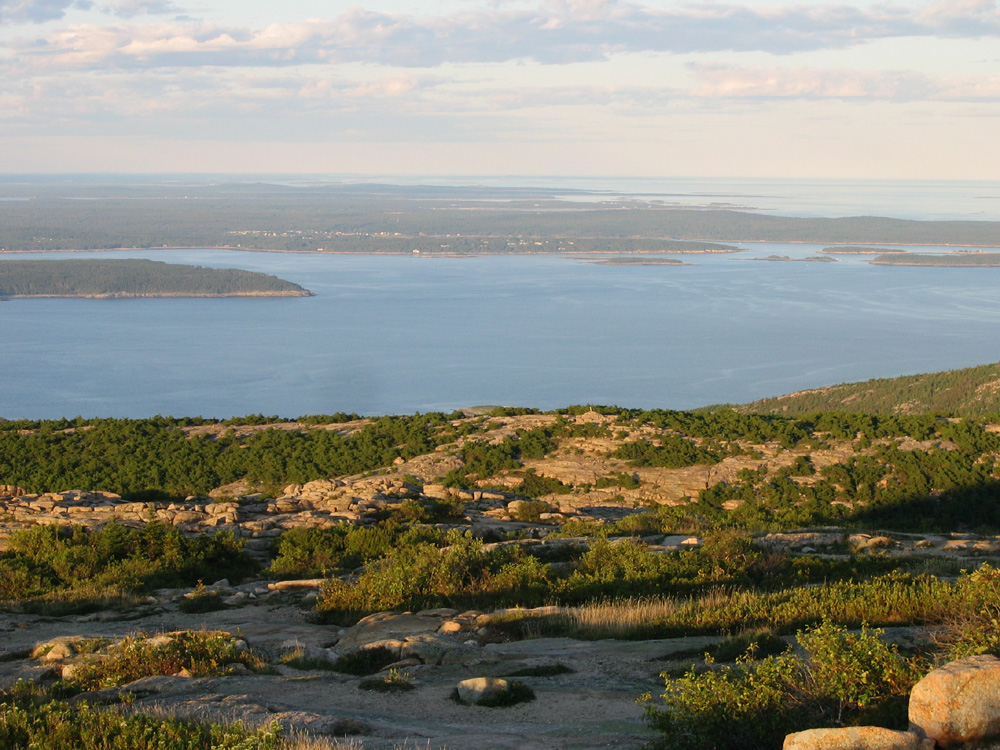
Vista desde lo alto de la montaña Cadillac, en el Parque nacional Acadia (isla Mount Desert), Maine.